# Heinz Gerling

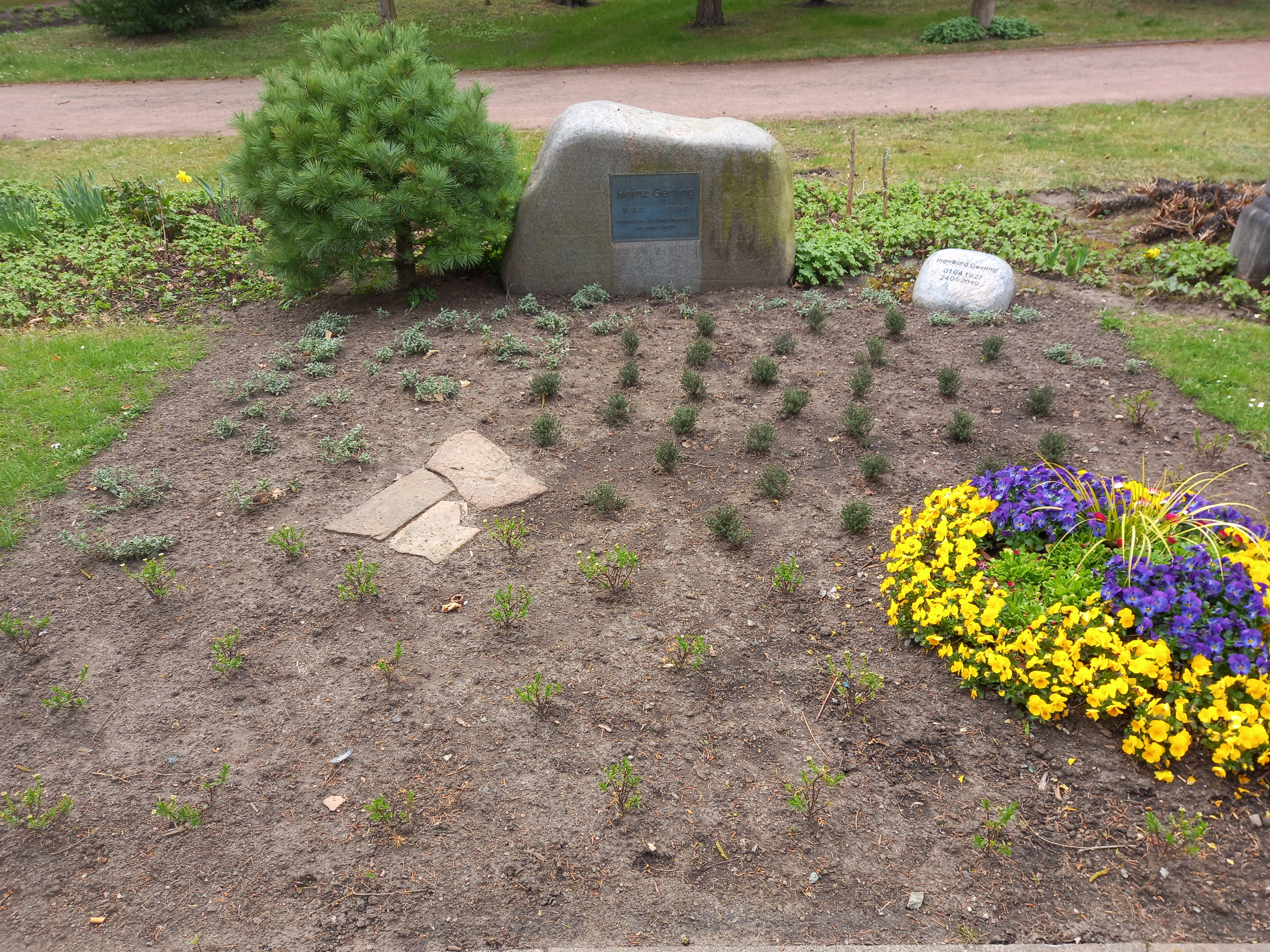
Das Ehrengrab von Heinz Gerling und seiner Ehefrau Ingeborg geborene Müller auf dem Westfriedhof (Magdeburg)

Heinz Gerling (* 8. Oktober 1922 in Magdeburg; † 19. Mai 2001 ebenda) war ein deutscher Bauingenieur und Denkmalpfleger. Er war Ehrenbürger der Stadt Magdeburg.

## Leben
Gerling wurde als Sohn des Architekten Hermann Gerling (1887–1943) geboren. Von 1928 bis 1932 besuchte er in Magdeburg die I. Wilhelmstädter Volksschule und ab 1933 das Wilhelm-Raabe-Realgymnasium, wo er 1941 das Abitur machte und dann zum Kriegsdienst eingezogen wurde. Nach Kriegsende absolvierte er eine Lehre als Maurer, legte die Gesellenprüfung ab und erwarb 1951 den Meisterbrief. Zugleich studierte er von 1947 bis 1949 an der Staatlichen Ingenieurschule für Bauwesen in Magdeburg, an der er den Abschluss eines Ingenieur für Hochbau erreichte.
Ab 1949 war er im Betrieb seines Vaters Gerling & Rausch KG als Hochbauingenieur tätig und beruflich mit den Arbeiten im Zuge des Wiederaufbaus der Stadt Magdeburg nach den schweren Zerstörungen des Zweiten Weltkriegs befasst. In dieser Zeit engagierte er sich mit der Firma für die Instandsetzung vieler im Krieg beschädigter Gründerzeitbauten in Wilhelmstadt, die er damit vor dem Abriss rettete und zugleich Wohnraum insbesondere für Mitarbeiter des Unternehmens schuf. Im Jahr 1951 heiratete er Inge Müller (1927 Langenweddingen – 2019 Magdeburg). 1953 wechselte er zur Firma VULKAN in Berlin und arbeitete dort als Fachingenieur für Industrieofenbau. Bereits 1954 kehrte er jedoch nach Magdeburg zurück und leitete zunächst das Magdeburger Büro der Firma VULKAN in der Wilhelm-Külz-Straße 5, zugleich elterliches Wohnhaus. Er machte sich dann kurzzeitig als Handwerker selbständig, übernahm aber bald den väterlichen Betrieb. 1959 wurde sein Betrieb als Industrieofen- und Feuerungsbau Magdeburg Komplementär in der nun auf Druck des Staates teilstaatlichen Kommanditgesellschaft des väterlichen Unternehmens. 1968 leitete er den Bau der Hyparschale. 1972 wurde das Unternehmen vollständig verstaatlicht. Gerling blieb jedoch Direktor des nun als VEB Industrieofen- und Feuerungsbau im VE Bau- und Montagekombinat Magdeburg (BMK) firmierenden Betriebs. Ab 1982 hatte er die Leitung eines Produktionsbereiches im Kombinatsbetrieb Montage und Ausbau des BMK inne. 1987 trat er in den Ruhestand.
Neben seiner beruflichen Tätigkeit engagierte er sich stark im Denkmalschutz seiner Heimatstadt. So gehörte er 1964 zu den Gründern der Interessengemeinschaft Denkmalpflege im Kulturbund der DDR, deren Vorsitzender ab 1977 war. Ab 1970 gehörte er für 15 Jahre als Parteiloser für den Kulturbund der Stadtverordnetenversammlung Magdeburgs an. Auch hier engagierte er sich insbesondere für denkmalpflegerische Belange. 1978 erfolgte seine Berufung zum ehrenamtlichen Beauftragten für Denkmalpflege der Magdeburgs. Das Amt übte er bis zu seinem Lebensende aus. Bis 1988 war er im Vorstand der Gemeinschaft, insbesondere als Vorsitzender aktiv. Er engagierte sich für den Erhalt und Wiederaufbau der Johanniskirche, die Sanierung der Lukasklause und für die gründerzeitlichen Häuser der Hegelstraße und des südlichen Teils der Magdeburger Altstadt. Auch für die Victoria-Schule und die Reste der romanischen Stadtmauer Magdeburgs setzte er sich ein. Außerdem war er wesentlich am Wiederaufbau des Klosters Unser Lieben Frauen und dem Umbau der Kirche des Klosters zur Konzerthalle beteiligt. Auch für die Einrichtung der Glocken dieser Kirche setzte er sich ein. 1974 sorgte er für die Installation des Glockenspiels im Rathaus Magdeburg. Ein weiteres wichtiges Projekt war die Sanierung der Sankt-Thomas-Kirche in Pretzien, für die sein Unternehmen 1977 den Dachstuhl errichtete. Er war mit der Ausgrabung der Kaiserpfalz in Magdeburg und der Aufstellung von Denkmalen, Brunnen und Skulpturen in seiner Heimatstadt beschäftigt. Darüber hinaus war er jedoch auch für die Einrichtung von Schaubergwerken, so insbesondere der Erzgrube Büchenberg aktiv. Er war auch Leiter des Arbeitskreises Glockenspiel der DDR und Gründer der Magdeburger Interessengemeinschaft Glockenspiel.
Von 1968 bis 1987 erarbeitete er eine Denkmalkartei für die Stadt Magdeburg, die er 1991 veröffentlichen konnte und die als Grundlage für ein Denkmalverzeichnis der Stadt dienen sollte. Dabei führte er erstmals die Siedlungen aus den 1920er Jahren als denkmalwürdig.
Nach der politischen Wende des Jahres 1989 engagierte er sich für das Projekt Wohnen im Denkmal und arbeitete von 1989 bis 1991 am Konzept für die Straße der Romanik. Er war engagiert für den Erhalt des Kettendampfers Gustav Zeuner und war Mitglied der Arbeitsgemeinschaft Kulturhistorische Bauten der Stadt Magdeburg und von 1990 bis 1999 Geschäftsführer der Magdeburgischen Gesellschaft von 1990 e. V. zur Förderung der Künste, Wissenschaften und Gewerbe. Er initiierte die jährlichen Weihnachtskonzerte der Gesellschaft in der Telemann-Konzerthalle. In den 1990er Jahren gehörte er auch der Dombaukommission des Magdeburger Doms und dem Kuratorium für den Wiederaufbau der Johanniskirche an. Er war Mitglied im Baukunstbeirat Magdeburgs, dem Forum Innenstadtentwicklung und dem Kuratorium 1200 Jahre Magdeburg. Außerdem gehörte er dem Förderverein Bundesgartenschau Magdeburg 1999 an. Gerling war außerdem im Vorstand des Deutschen Glockenspielvereinigung e. V. in Hannover.

## Auszeichnungen
1995 wurde Gerling die Silberne Halbkugel verliehen. 1997 erhielt er den Deutschen Preis für Denkmalschutz. Im selben Jahr ernannte ihn die Stadt Magdeburg zum Ehrenbürger der Stadt. Gerling trug sich auch in das Goldene Buch der Stadt ein.

## Werke
- Denkmale der Stadt Magdeburg, ISBN 3-910173-04-4, 1991
- Möglichkeiten und Probleme der Nutzung von Bergwerksanlagen als Besuchereinrichtungen, in: Berichte zur Denkmalpflege in Niedersachsen 4, 1992
- Gartenstadtsiedlung Westernplan, 1995
- Die Rats- und Pfarrkirche St. Johannis zu Magdeburg anläßlich ihres fünften Wiederaufbaus, 1999